# The Surface (album)
The Surface è il quinto album in studio del gruppo musicale statunitense Beartooth, pubblicato nel 2023.
Il 20 settembre 2024 esce la versione deluxe del disco.

## Tracce
Testi e musiche di Caleb Shomo, eccetto dove indicato.
1. The Surface – 3:54
2. Riptide – 3:31
3. Doubt Me – 3:10
4. The Better Me (featuring Hardy) – 3:15
5. Might Love Myself – 3:39
6. Sunshine! – 3:18
7. What's Killing You – 3:52
8. Look the Other Way – 3:07 (Shomo, Oshie Bichar)
9. What Are You Waiting For – 3:05 (Shomo, Drew Fulk)
10. My New Reality – 3:20 (Shomo, Richard Scarborough)
11. I Was Alive – 3:18 (Shomo, Fulk)

## Formazione
- Caleb Shomo – voce
- Zach Huston – chitarra, cori
- Will Deely – chitarra, cori
- Oshie Bichar – basso, cori
- Connor Denis – batteria, cori

## Classifiche
| Classifica (2023) | Posizione raggiunta |
| ----------------- | ------------------- |
| Stati Uniti       | 42                  |